# جيسي جي. غويدري
جيسي جي. غويدري هو سياسي أمريكي، ولد في 21 مارس 1921، وتوفي في 2 سبتمبر 1987. نشط حزبياً في الحزب الديمقراطي. وقد انتخب عضو مجلس نواب لويزيانا ‏.